# Nghênh Lương đình
Nghênh Lương đình hay Nghênh Lương tạ (迎涼亭 hay 迎涼榭) là một công trình nằm trên trục dọc từ Kỳ đài ra đến Phu Văn Lâu được xây dựng dưới thời Nguyễn dùng làm nơi nghỉ chân của nhà vua trước khi đi xuống bến sông để lên thuyền rồng hoặc làm nơi hóng mát. Đây là một di tích trong quần thể di tích cố đô Huế.
Nghênh Lương tạ được xây dựng dưới triều vua Tự Đức thứ 5 (1852), năm Thành Thái thứ 15 (1903) được trùng tu cẩn thận và đến năm Khải Định thứ 3 (1918) lại được tôn tạo thêm một lần nữa để phục vụ vua thường xuyên đến nghỉ mát, từ thời Khải Định về sau gọi là Nghênh Lương đình - chữ Nghênh Lương tạ có nghĩa là nhà Thủy tạ để hóng mát. Trước đây, triều đình cho ngăn con đường đi từ cửa Thể Nhơn (tức Cửa Ngăn) ra Nghênh Lương đình, không cho ai qua lại hoặc thấy mặt vua.

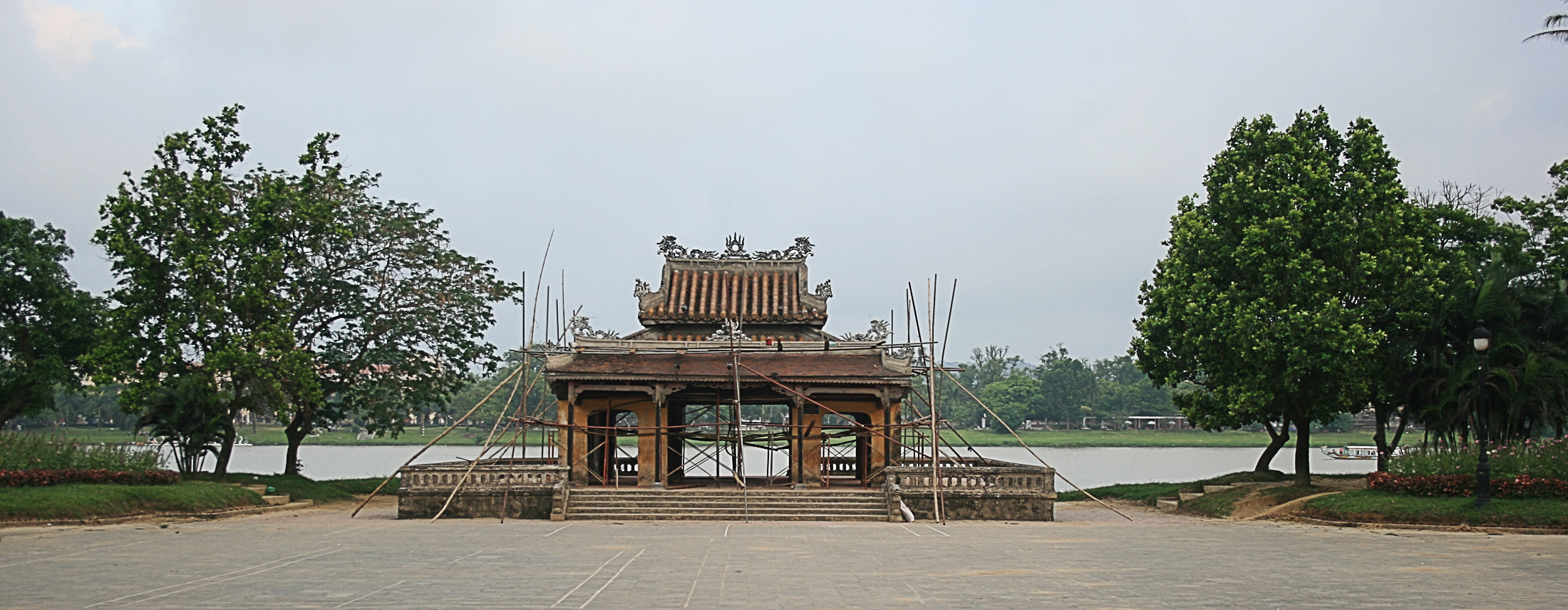
Nghênh Lương Đình

Nghênh Lương tạ có kết cấu kiến trúc kiểu phương đình 1 gian 4 chái, phía trước và phía sau đều có nhà vỏ cua nối dài ra. Bộ khung gỗ ở phần trên, nhất là các vì vỏ cua cùng hệ thống liên ba được chạm trổ công phu. Mái nhà chính lợp ngói ống lưu ly vàng, hai nhà vỏ cua lợp ngói liệt men vàng. Nền Nghênh Lương tạ cao 90 cm, bó vỉa bằng gạch vồ và đá thanh, phía bờ sông có 13 bậc cấp dẫn xuống một hành lang xây sát mặt nước sông Hương. Cảnh quan xung quanh nhà tạ thoáng đãng và rất trữ tình.
Xét về cấu trúc không gian ở trục trước mặt Kinh thành, Nghênh Lương tạ là điểm nối kết giữa Kỳ Đài - Phu Văn Lâu - Hương Giang - Ngự Bình. Và đây cũng là vị trí đẹp để ngắm nhìn, cảm nhận vẻ đẹp lãng mạn của sông Hương vào lúc bình minh, khi hoàng hôn hay trong đêm trăng sáng.
Nguyên xưa Nghênh Lương tạ là một phần của hành cung Hương Giang dựng từ năm Tự Đức thứ 5 ở bờ bắc sông Hương, trước mặt toà Phu Văn Lâu. Ngoài hành cung này, tại khu vực Huế, các vua Nguyễn còn có nhiều hành cung khác như hành cung Thần Phù, hành cung Thuận Trực, hành cung Thuận An, hành cung Thúy Vân... Tất cả các hành cung này đều có dựng nhà tạ để phục vụ nhà vua, tuy nhiên, đến nay duy chỉ có Nghênh Lương tạ của hành cung Hương Giang là còn tồn tại.
Nơi này nằm trên tờ tiền polymer mệnh giá 50.000 VNĐ của Việt Nam